# Rejang-Schrift

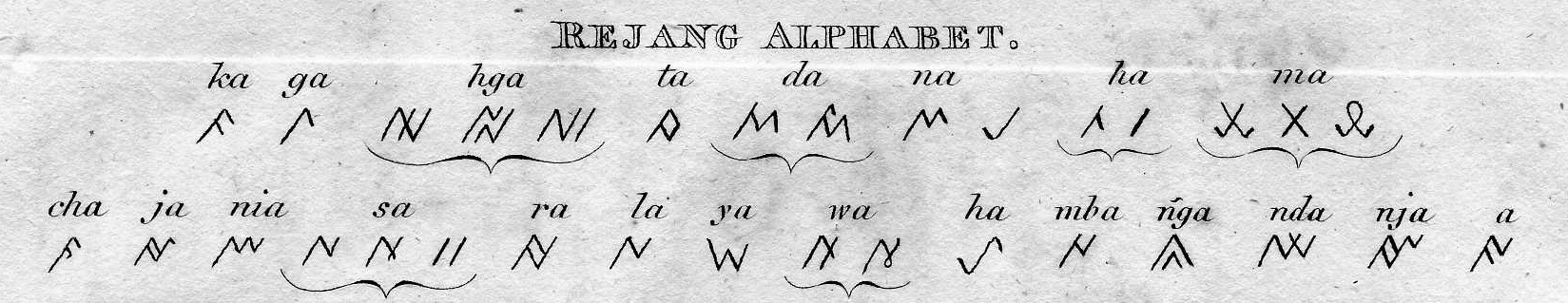
Rejang-Alphabet

Rejang oder Redjang ist eine Abugidaschrift, die zur Notation der Sprache Rejang (Redjang) verwendet wird, die in den indonesischen Provinzen Bengkulu und Süd-Sumatra auf Sumatra gesprochen wird.